# Saccobolus obscurus
Saccobolus obscurus är en svampart som beskrevs av Cooke 1876. Saccobolus obscurus ingår i släktet Saccobolus och familjen Ascobolaceae.  Arten är reproducerande i Sverige. Inga underarter finns listade i Catalogue of Life.